# HIFIarena
HIFIarena este unul dintre cele mai importante evenimente dedicate soluțiilor audio-video pentru home entertainment din România.
Organizatorul evenimentului este compania Expotek.
Prima ediție a fost realizată în anul 2003 în hotelul JW Marriott din București în perioada 6 - 9 noiembrie.
În anul 2008, expoziția HIFIarena a avut un număr de 3.100 de vizitatori, valoarea totală a produselor expuse a fost de aproximativ 1,2 milioane de euro, iar numărul mărcilor prezentate a fost de peste 160.
În anul 2007, expoziția a atras 2.600 de vizitatori
iar în anul 2004 a avut 3.000 de vizitatori.